# News TOKYO FLAG
『news TOKYO FLAG』（ニュース・トウキョウ・フラッグ）は、かつて東京メトロポリタンテレビジョン（TOKYO MX）で放送していた報道番組である。

## 概要
前番組『TOKYO MX NEWS』に代わる新たな報道番組として、東京23区と39市町村にフォーカスし、スタジオ展開を中心に、子育て世代に役立つ情報などを伝える。都内で起こった事件・事故だけでなく、スポーツや芸能情報にも力を入れて東京に特化した最新ニュースを届けるとしている。ただし、実態は在京キー5局と同じく、全国的な話題、政治ニュースも少なくない。
2020年10月1日より20時台に移動し、放送時間が60分に拡大された。平日20時台のワイドニュースは『TOKYO MX NEWS NEXT』以来、5年半ぶりとなる。なお、18時台の後継番組は通販番組に充てられることになり、1995年の開局以来続いていた平日夕方のニュースから撤退した。
2022年3月28日から放送時間が30分短縮となり、20:00 - 20:30の放送になった。
出演者選考
月～木曜日のMCは、元フジテレビの平井理央が担当。これまでスポーツ番組でMCを担当してきたが、フリー転身後、報道番組のMCは初めて。
番組ロゴ
番組のロゴデザインは、東京芸術大学デザイン科研究室の学生が考案し、監修は同大学教授の箭内道彦が担当。番組タイトルの「FLAG」には、「For Life All Generations（今を生きる全ての人の生活のために）」という意味を込めたという。

## 出演者

### メインキャスター

#### 月～木曜日
- 平井理央（フリーアナウンサー・元フジテレビ）
  - 2021年7月22日〜8月5日：TBSラジオの東京オリンピック報道担当キャスターを務めるため欠席[6]。代役は森田が務める。

#### 金曜日
- 森田美礼（TOKYO MXアナウンサー兼報道記者）[7]
  - 2020年4月8日から16日までの間、金曜日の「夕刊チェック」と「天気予報」を担当していた。
  - 2022年2月4日・2月11日は体調不良のため欠席していたが、新型コロナウイルスのPCR検査の結果、陰性であったことから[8]、2月18日より出演を再開した。

### サブキャスター

#### 月〜木曜日
- 伊藤洋平（フリーアナウンサー・元さくらんぼテレビ）[注 1]
  - 2022年2月4日[9]・2月11日[10]は森田が体調不良で欠席していたため、代理でメインキャスターを務めた。

#### 金曜日
- 小松正英（フリーアナウンサー・元群馬テレビ、2022年2月18日[11][12]〜）
  - 就任当初は、新型コロナウイルス感染防止対策として、伊藤の代理を担当。2022年4月1日から正式に金曜日サブキャスターとなった。[12][注 2]。

### ナレーション
- 山崎彩紗（フリーアナウンサー・元山口朝日放送→テレビ埼玉） - 月〜水曜日
- 木村カレン（フリーアナウンサー・元山形テレビ） - 木・金曜日
  - いずれも、基本的に顔出しはしない。ただし、解説やリポーター、代打のキャスターで出演することがある。

### コメンテーター
- 鈴木哲夫（政治ジャーナリスト）[注 3] - 月曜日
- 小暮裕之（有明みんなクリニック有明ガーデン院院長） - 火曜日
- 小林慶一郎（経済学者）、太田昌克（共同通信編集委員） - 水曜日（第4水曜日を除き、基本的に隔週）
- モーリー・ロバートソン - 第4水曜日
- 松井学（東京新聞編集局次長） - 隔週木曜日※2021年10月〜
- 沢田千秋（東京新聞社会部記者） - 隔週木曜日※2020年10月29日〜
  - 金曜日は適宜コメンテーターが出演。当初は金曜日にはコメンテーターを設けなかった。

### 気象キャスター
- 敷波美保 - （2021年10月4日〜、当初は月・金曜日、異常気象時のみ。2022年3月28日以降は毎日出演。）

## 過去の出演者
| 期間       | 期間      | メインキャスター | メインキャスター | サブキャスター | フィールドキャスター | フィールドキャスター | フィールドキャスター | コメンテーター | コメンテーター | コメンテーター | コメンテーター | コメンテーター | コメンテーター | コメンテーター | ナレーション           | ナレーション           | 気象キャスター | 気象キャスター | 気象キャスター | 気象キャスター | 気象キャスター |
| 期間       | 期間      | 月 - 木曜日      | 金曜日           | サブキャスター | フィールドキャスター | フィールドキャスター | フィールドキャスター | コメンテーター | コメンテーター | コメンテーター | コメンテーター | コメンテーター | コメンテーター | コメンテーター | 水・木曜日             | 金曜日                 | 気象キャスター | 気象キャスター | 気象キャスター | 気象キャスター | 気象キャスター |
| ---------- | --------- | ---------------- | ---------------- | -------------- | -------------------- | -------------------- | -------------------- | -------------- | -------------- | -------------- | -------------- | -------------- | -------------- | -------------- | ---------------------- | ---------------------- | -------------- | -------------- | -------------- | -------------- | -------------- |
| 2020.4.1   | 2020.9.30 | 平井理央         | 藤本真未         | 伊藤洋平       | 安藤咲良             | 森田美礼             | 田中陽南             | （なし）       | （なし）       | （なし）       | （なし）       | （なし）       | （なし）       | （なし）       | 九川由梨奈             | 斉藤百香               | （なし）       | （なし）       | （なし）       | （なし）       | （なし）       |
| 期間       | 期間      | メインキャスター | メインキャスター | サブキャスター | キャスター           | キャスター           | キャスター           | コメンテーター | コメンテーター | コメンテーター | コメンテーター | コメンテーター | コメンテーター | コメンテーター | ナレーション（金曜日） | ナレーション（金曜日） | 気象キャスター | 気象キャスター | 気象キャスター | 気象キャスター | 気象キャスター |
| 期間       | 期間      | 月 - 木曜日      | 金曜日           | サブキャスター | キャスター           | キャスター           | キャスター           | 月曜日         | 火曜日         | 水曜日         | 木曜日（隔週） | 木曜日（隔週） | 金曜日（隔週） | 金曜日（隔週） | ナレーション（金曜日） | ナレーション（金曜日） | 気象キャスター | 気象キャスター | 気象キャスター | 気象キャスター | 気象キャスター |
| 2020.10.1  | 2020.10.9 | 平井理央         | 森田美礼         | 伊藤洋平       | 藤本真未             | 藤本真未             | 田中陽南             | 鈴木哲夫       | 小暮裕之       | 磯山友幸       | （なし）       | （なし）       | 三嶌亮二       | 正能茉優       | 斉藤百香               | 斉藤百香               | （なし）       | （なし）       | （なし）       | （なし）       | （なし）       |
| 2020.10.12 | 2021.3.26 | 平井理央         | 森田美礼         | 伊藤洋平       | 藤本真未             | 藤本真未             | 田中陽南             | 鈴木哲夫       | 小暮裕之       | 磯山友幸       | 清水孝幸       | 沢田千秋       | 三嶌亮二       | 正能茉優       | 斉藤百香               | 斉藤百香               | （なし）       | （なし）       | （なし）       | （なし）       | （なし）       |
| 2021.3.29  | 2021.3.31 | 平井理央         | 森田美礼         | 伊藤洋平       | 藤本真未             | 藤本真未             | 藤本真未             | 鈴木哲夫       | 小暮裕之       | 磯山友幸       | 清水孝幸       | 沢田千秋       | 三嶌亮二       | 正能茉優       | （なし）               | （なし）               | （なし）       | （なし）       | （なし）       | （なし）       | （なし）       |
| 期間       | 期間      | メインキャスター | メインキャスター | サブキャスター | サブキャスター       | サブキャスター       | サブキャスター       | コメンテーター | コメンテーター | コメンテーター | コメンテーター | コメンテーター | コメンテーター | コメンテーター | ナレーション           | ナレーション           | 気象キャスター | 気象キャスター | 気象キャスター | 気象キャスター | 気象キャスター |
| 期間       | 期間      | 月 - 木曜日      | 金曜日           | サブキャスター | 月曜日               | 火・水曜日           | 木・金曜日           | 月曜日         | 火曜日         | 水曜日         | 木曜日（隔週） | 木曜日（隔週） | 金曜日         | 金曜日         | ナレーション           | ナレーション           | 月曜日         | 火曜日         | 水曜日         | 木曜日         | 金曜日         |
| 2021.4.1   | 2021.10.1 | 平井理央         | 森田美礼         | 伊藤洋平       | 森田美礼             | 大東和華子           | 山崎彩紗             | 鈴木哲夫       | 小暮裕之       | 若新雄純       | 清水孝幸       | 沢田千秋       | 磯山友幸       | 磯山友幸       | （キャスターが担当）   | （キャスターが担当）   | （なし）       | （なし）       | （なし）       | （なし）       | （なし）       |
| 2021.10.4  | 現在      | 平井理央         | 森田美礼         | 伊藤洋平       | 森田美礼             | 大東和華子           | 山崎彩紗             | 鈴木哲夫       | 小暮裕之       | 若新雄純       | 清水孝幸       | 沢田千秋       | 磯山友幸       | 磯山友幸       | （キャスターが担当）   | （キャスターが担当）   | 敷波美保       | （なし）       | （なし）       | （なし）       | 敷波美保       |

### 代打

#### サブキャスター
- 木村カレン（フリーアナウンサー・元山形テレビ） - 2021年7月26日[20][21]・8月2日[22]
  - 月曜日担当の森田が代打メインキャスターを担当していたため[注 7]。

#### ナレーター
- 大島由莉子（声優） - 月・火曜日ナレーション[25]
- 角田京子（フリーアナウンサー、2023年1月30日、31日[26] 、2月1日、6日、7日[27]、8日）

## 放送時間
本放送はTOKYO MX1（091ch）、再放送はTOKYO MX2（092ch）にて放送。全て日本時間（JST）で記す。祝日を除く。
| 期間      | 期間      | 放送時間               | 放送時間 | 放送時間               | 備考 |
| 期間      | 期間      | 本放送                 |          | 再放送                 | 備考 |
| --------- | --------- | ---------------------- | -------- | ---------------------- | --- |
| 2020.4.1  | 2020.4.7  | 17:59 - 18:30 （31分） |          | 23:30 - 0:00 （30分）  | 2020年4月7日は新型コロナウイルスに関する緊急事態宣言のニュースのため、18:30 - 19:55・20:00 - 21:00に当番組をベースとした報道特別番組を別途放送。 再放送は前述の理由により、休止し『ヒーリングタイム&ヘッドラインニュース』に差し替えられた。 |
| 2020.4.8  | 2020.4.16 | 17:00 - 18:30 （90分） |          | （休止）               | 新型コロナウイルス感染拡大防止対策により、前座番組『5時に夢中!』が休止となるため、本番組を59分拡大（前倒し）した上で、17:00 - 18:30に放送。 4月15日は新型コロナウイルスに関する東京都知事の小池百合子の記者会見のため、18:30 - 19:30に当番組をベースとした報道特別番組を放送。 いずれも再放送は前述の理由で休止し『ヒーリングタイム&ヘッドラインニュース』に差し替えられた。なお17日も同じ対応がとられた。                                       |
| 2020.4.17 | 2020.4.17 | 17:59 - 18:30 （31分） |          | （休止）               | 番組開始時間が17:59に戻った。 |
| 2020.4.20 | 2020.6.30 | 17:59 - 18:25 （26分） |          | 23:30 - 23:56 （26分） | 4月20日より『東京インフォメーションイブニング』を新設するため、18:25までの26分間に短縮になる。 再放送は前述の理由により、23:56終了に変更。なお、23:56 - 0:00は『ヒーリングタイム&ヘッドラインニュース』を放送。 5月25日は新型コロナウイルスに関する緊急事態宣言全面解除関連のニュースのため、18:30 - 20:00に当番組をベースとした報道特別番組を放送。 再放送は前述の理由により、休止し『ヒーリングタイム&ヘッドラインニュース』に差し替えられた。 |
| 2020.7.1  | 2020.9.30 | 18:00 - 18:25 （25分） |          | 23:30 - 23:55 （25分） | 7月1日から17:59に『耐え子の日常』が放送されるため、当番組は1分短縮の18:00開始となる。 再放送も1分短縮の23:55終了となる。 |
| 2020.10.1 | 2022.3.25 | 20:00 - 21:00 （60分） |          | （廃止）               | 放送時間を20時台に移動のうえ枠拡大。再放送は終了した。 なお、20時台に公営競技のナイター中継を放送する場合、本番組は時間変更または短縮、TOKYO MX2での振替放送の措置が行われることがある。 2021年3月18日は新型コロナウイルスに関する2度目の緊急事態宣言全面解除関連のニュースのため、開始時間を19:30に前倒しして放送。 |
| 2022.3.28 | 2023.3.31 | 20:00 - 20:30 （30分） |          | （廃止）               | 後座番組『バラいろダンディ』の放送が30分前倒しになるのに伴い、本番組の放送時間が30分短縮になった。 |
| 2023.4.3  |           | 20:00 - 21:00 （60分） |          | （廃止）               | |

### 祝日の対応
祝日は休止し、代替として『TOKYO MX NEWS』を放送していた。2020年4月1日から6月30日までは17:59〜18:15、同年7月1日から9月30日までは18:00〜18:15に放送されたが、同年10月1日からは20:00〜20:30に放送されていた。2021年度からは祝日も放送している。

## 放送内容

### 現在のコーナー
天気予報（2020.4.1 - ）
都内の詳しい天気を気象予報士の敷波美保が伝える。
2022年1月より、都内全62区市町村の3時間毎の予報が追加された。

### 過去のコーナー
交通情報（2020.10.1 - ）
最新の鉄道情報と放送日当日と当日夜、翌日に出航予定の船便、それに翌日の伊豆諸島方面の航空便の運航状況を伝える。
東京新聞校閲チェック（2020.10.15 - 、毎週木曜日）
東京新聞の夕刊で毎週火曜日に掲載されている「鈴木校閲部長の間違い見つけました!」から、記事の間違いを問題にしたコーナー。
芸能ニュース（2020.10.1 - ）
最新の芸能ニュースをキャスターが伝える。肖像権などの都合により、このコーナーのみエムキャスでの同時配信はされず、別の静止画に差し替えとなる。
ナルホド（2020.10.1 - ）
話題のニュースを深掘りして素朴な疑問を解決する。知っているつもりになりがちなニュースを優しく丁寧に解説することで、視聴者の新たな発見と理解につなげる。
また、視聴者が詳しく知りたい、分からないという東京に関する素朴な疑問をTwitterで「#FLAGナルホド」を付けて投稿することができる。
ニュースあなたの街（2020.10.1 - ）
都内にある62区市町村の最新情報を伊藤が4項目伝える。
TOKYOウオッチ（2020.10.1 - ）
都内で出没した不審者に関する情報をキャスターが3項目伝える。
TOKYO NOW!（2020.10.1 - ）
スポーツや芸能、動物、グルメなど、東京の色んな今を紹介する。火曜日は「医療」、水曜日は「動物」に関する情報を伝える。
保護犬・保護猫の情報（2020.10.1 - 毎週水曜日）
様々な理由で行き場を失った犬や猫の情報をNPO法人みなしご救援隊 犬猫譲渡センター東京支部の協力の下、発信する。
Weekly FLAGs（2020.10.2 - 、毎週金曜日）
1週間に起きた都内のニュースをコンパクトにまとめて伝える。
short FLAGs（2020.4.1 - ）
都内の様々なニュース5項目をフラッシュニュース形式で伝える。
今週の注目ニュース（2020.11.9 - 、毎週月曜日）
その週に予定されている主な出来事を伝える。
夕刊チェック（2020.4.8 - 4.16）
2020年4月8日から16日までの拡大放送の間、全国夕刊紙の新型コロナウイルス関連の記事を藤本（月〜木曜日）と森田（金曜日）が紹介する。同期間放送を休止していた『5時に夢中!』の「夕刊ベスト8」とほぼ同内容である。

### タイムテーブル
2020年10月1日から
| 時刻     | 内容                                         | 内容                                         | 内容                                         | 内容                                         | 備考                                                                            | 備考                                                                            | 備考                                                                            | 備考                                                                            |
| 時刻     | 月・火曜日                                   | 水曜日                                       | 木曜日                                       | 金曜日                                       | 月・火曜日                                                                      | 水曜日                                                                          | 木曜日                                                                          | 金曜日                                                                          |
| -------- | -------------------------------------------- | -------------------------------------------- | -------------------------------------------- | -------------------------------------------- | ------------------------------------------------------------------------------- | ------------------------------------------------------------------------------- | ------------------------------------------------------------------------------- | ------------------------------------------------------------------------------- |
| 20:00:00 | アバンタイトル                               | アバンタイトル                               | アバンタイトル                               | アバンタイトル                               | 当日放送するニュースの一部を紹介する。                                          | 当日放送するニュースの一部を紹介する。                                          | 当日放送するニュースの一部を紹介する。                                          | 当日放送するニュースの一部を紹介する。                                          |
| 20:00頃  | オープニングCG（8秒）                        | オープニングCG（8秒）                        | オープニングCG（8秒）                        | オープニングCG（8秒）                        |                                                                                 |                                                                                 |                                                                                 |                                                                                 |
| 20:00頃  | オープニング・きょうのラインナップ           | オープニング・きょうのラインナップ           | オープニング・きょうのラインナップ           | オープニング・きょうのラインナップ           | 「きょうのラインナップ」は伊藤が読み上げる。                                    | 「きょうのラインナップ」は伊藤が読み上げる。                                    | 「きょうのラインナップ」は伊藤が読み上げる。                                    | 「きょうのラインナップ」は伊藤が読み上げる。                                    |
| 20:01頃  | 都内のニュース                               | 都内のニュース                               | 都内のニュース                               | 都内のニュース                               | VTR中のナレーションは、月～木曜日は伊藤・藤本・田中が、金曜日は斉藤が担当する。 | VTR中のナレーションは、月～木曜日は伊藤・藤本・田中が、金曜日は斉藤が担当する。 | VTR中のナレーションは、月～木曜日は伊藤・藤本・田中が、金曜日は斉藤が担当する。 | VTR中のナレーションは、月～木曜日は伊藤・藤本・田中が、金曜日は斉藤が担当する。 |
| 20:19頃  | 天気予報                                     | 天気予報                                     | 天気予報                                     | 天気予報                                     |                                                                                 |                                                                                 |                                                                                 |                                                                                 |
| 20:19頃  | 交通情報                                     | 交通情報                                     | 交通情報                                     | 交通情報                                     | 最新の鉄道情報のみ伝える。鉄道情報は東京駅前のお天気カメラを使用する。          | 最新の鉄道情報のみ伝える。鉄道情報は東京駅前のお天気カメラを使用する。          | 最新の鉄道情報のみ伝える。鉄道情報は東京駅前のお天気カメラを使用する。          | 最新の鉄道情報のみ伝える。鉄道情報は東京駅前のお天気カメラを使用する。          |
| 20:20頃  | 都内のニュース                               | 都内のニュース                               | 東京新聞校閲チェック                         | 都内のニュース                               |                                                                                 |                                                                                 |                                                                                 |                                                                                 |
| 20:25頃  | 芸能ニュース                                 | 芸能ニュース                                 | 芸能ニュース                                 | 芸能ニュース                                 |                                                                                 |                                                                                 |                                                                                 |                                                                                 |
| 20:29頃  | ナルホド                                     | ナルホド                                     | ナルホド                                     | ナルホド                                     |                                                                                 |                                                                                 |                                                                                 |                                                                                 |
| 20:37頃  | ニュースあなたの街                           | ニュースあなたの街                           | ニュースあなたの街                           | ニュースあなたの街                           |                                                                                 |                                                                                 |                                                                                 |                                                                                 |
| 20:39頃  | TOKYOウオッチ                                | TOKYOウオッチ                                | TOKYOウオッチ                                | TOKYOウオッチ                                |                                                                                 |                                                                                 |                                                                                 |                                                                                 |
| 20:40頃  | TOKYO NOW!                                   | TOKYO NOW!                                   | TOKYO NOW!                                   | Weekly FLAGs                                 |                                                                                 |                                                                                 |                                                                                 |                                                                                 |
| 20:46頃  | TOKYO NOW!                                   | 保護犬・保護猫の情報                         | TOKYO NOW!                                   | Weekly FLAGs                                 |                                                                                 |                                                                                 |                                                                                 |                                                                                 |
| 20:49頃  | 都内のニュース                               | 都内のニュース                               | 都内のニュース                               | 都内のニュース                               |                                                                                 |                                                                                 |                                                                                 |                                                                                 |
| 20:50頃  | short FLAGs                                  | short FLAGs                                  | short FLAGs                                  | short FLAGs                                  |                                                                                 |                                                                                 |                                                                                 |                                                                                 |
| 20:52頃  | 今週の注目ニュース                           | short FLAGs                                  | short FLAGs                                  | short FLAGs                                  |                                                                                 |                                                                                 |                                                                                 |                                                                                 |
| 20:54頃  | 交通情報                                     | 交通情報                                     | 交通情報                                     | 交通情報                                     | 鉄道情報、船便、伊豆諸島方面の航空便の運航状況を伝える。                        | 鉄道情報、船便、伊豆諸島方面の航空便の運航状況を伝える。                        | 鉄道情報、船便、伊豆諸島方面の航空便の運航状況を伝える。                        | 鉄道情報、船便、伊豆諸島方面の航空便の運航状況を伝える。                        |
| 20:55頃  | 天気予報                                     | 天気予報                                     | 天気予報                                     | 天気予報                                     |                                                                                 |                                                                                 |                                                                                 |                                                                                 |
| 20:58    | 『バラいろダンディ』のスタジオとクロストーク | 『バラいろダンディ』のスタジオとクロストーク | 『バラいろダンディ』のスタジオとクロストーク | 『バラいろダンディ』のスタジオとクロストーク | 『バラいろダンディ』の見どころを同番組MCが紹介する。                            | 『バラいろダンディ』の見どころを同番組MCが紹介する。                            | 『バラいろダンディ』の見どころを同番組MCが紹介する。                            | 『バラいろダンディ』の見どころを同番組MCが紹介する。                            |
| 20:59    | エンディング                                 | エンディング                                 | エンディング                                 | エンディング                                 | 画面下に株と為替の情報を表示する。                                              | 画面下に株と為替の情報を表示する。                                              | 画面下に株と為替の情報を表示する。                                              | 画面下に株と為替の情報を表示する。                                              |
| 21:00:00 | 番組終了                                     | 番組終了                                     | 番組終了                                     | 番組終了                                     | ステブレレスで『バラいろダンディ』に直結。                                      | ステブレレスで『バラいろダンディ』に直結。                                      | ステブレレスで『バラいろダンディ』に直結。                                      | ステブレレスで『バラいろダンディ』に直結。                                      |

## オープニング

### テーマ曲
初代（2020年4月1日〜2023年3月31日）
- 作曲：tofubeats[1]

### アニメーション
- 初代（2020年4月1日〜9月30日）
- 2代目（2020年10月1日〜2021年3月31日）
- 3代目（2021年4月1日〜10月1日）
- 4代目（2021年10月4日〜2023年3月31日）
  - 制作：髙田青二才[43]
  - 一羽の鳥が風に乗って街の風景を繋いでいくアニメーション。

## 特別番組

### 選挙特番

#### 選挙FLAG キニナル!都民のホンネ大検証
2020年7月5日に実施の2020年東京都知事選挙と都議会議員補欠選挙の開票特別番組。番組では、都民に緊急アンケートを実施し、「知事に求めるもの」や「あなたが思う都政の課題」といった都民の本音を取り上げながら、選挙戦の現場からの生の声をリアルタイムで届ける。政治ジャーナリストの鈴木哲夫の解説とともに都政の現状と今後を深掘りして伝えるとしている。

##### 放送時間
- 第1部：19:55 - 21:00（TOKYO MX1）
- 第2部：21:00 - 22:00 （TOKYO MX2）※最大延長：22:00 - 22:30

##### 出演者
メインキャスター
- 平井理央

パネルキャスター
- 伊藤洋平

ゲストコメンテーター
- 鈴木哲夫（政治ジャーナリスト）

#### 淳と理央と潤の訊きたい選挙FLAG! 〜都議選2021〜
2021年7月4日に実施された東京都議会議員選挙の開票特別番組。番組では、当番組と『堀潤モーニングFLAG』、『田村淳の訊きたい放題!』とタッグを組み、各政党の開票センターや選挙事務所と中継を結び、平井理央、堀潤、田村淳の3人が選挙戦の「キーマン」に直撃取材し、全127議席の開票速報を独自に詳しくお伝えするとしている。第1部と第3部は当番組をベースとして制作・生放送された。ここでは第1部と第3部の出演者のみ記載する。

##### 放送時間
- 第1部：19:55 - 21:00（TOKYO MX1）
- 第2部：22:00 - 0:00（TOKYO MX2）
- 第3部：1:00 - 1:30（同上）

##### 出演者
進行
- 平井理央（第1部・第2部）

キャスター
- 伊藤洋平（第1部〜第3部）
- 森田美礼（第2部、第3部）

コメンテーター
- 鈴木哲夫（政治ジャーナリスト、第1部・第2部）

#### 衆院選特番 選挙FLAG
2021年10月31日に実施された第49回衆議院議員総選挙の開票特別番組。『堀潤モーニングFLAG』キャスターの堀潤と、東京新聞編集局次長の清水孝幸をゲストに迎え、出口調査の結果を伝えるほか、都内25選挙区の中から番組独自に注目した選挙区について争点や選挙戦の構図を解説した。なお、編成上の都合により、21時以降は動画配信サービスのエムキャスにて東京選挙区の開票速報をライブ配信する措置を執った。

##### 放送時間
- 19:58 - 21:00（TOKYO MX1）

##### 出演者
キャスター
- 平井理央
- 伊藤洋平
- 森田美礼

ゲスト
- 堀潤
- 清水孝幸（東京新聞編集局次長・元政治部長）

### 年末年始特番

#### ツイセキ!TOKYO 2020年末スペシャル
東京オリンピック・パラリンピックが2021年に開催が延期となったことで「人生が変わった」人たち、未だ逼迫した状況が続く医療現場の今、休校や分散登校などを余儀なくされ、変わっていく教育現場などをTOKYO MXの記者が丹念に取材し、今年のニュースを振り返ると共に、その後のストーリーも「追跡」するとしている。

##### 放送時間
- 2020年12月31日 18:15 - 19:00（TOKYO MX1）

##### 出演者
- 藤本真未
- 田中陽南

#### news TOKYO FLAG 2021年始スペシャル〜コロナに打ち克つ〜
例年であれば初詣客で賑わう寺社などから中継をつなぎ、2021年元日の東京の様子をお伝えする。さらに、2021年にいよいよ開催予定の東京オリンピック・パラリンピックに挑むアスリートや、新型コロナウイルスがもたらす苦境を乗り越えようと奮闘する人たちの想いを紹介。平井理央、伊藤洋平をはじめとした『news TOKYO FLAG』レギュラー陣と豪華ゲストが、2021年を明るく迎えられるようなニュース・情報をお届けするとしている。

##### 放送時間
- 2021年1月1日 11:00 - 12:00（TOKYO MX1）

##### 出演者
メインキャスター
- 平井理央

キャスター
- 伊藤洋平

リポーター
- 森田美礼
- 田中陽南
- 藤本真未

#### ウィズコロナ時代の東京の未来
東京都民が新型コロナウイルスによる生活の変化を余儀なくされる中、東京都は都民の生活をどのように守っていくのか、また、開催が予定されている東京オリンピック・パラリンピックを円滑に開催するために必要なことは何か、さらに、今後の東京のビジョンなど、東京都知事の小池百合子が考えている今後の都政運営について、テリー伊藤、鈴木哲夫と共に語り尽くすとしている。

##### 放送時間
- 2021年1月1日 12:00 - 13:00（TOKYO MX1）

##### 出演者
- 小池百合子（東京都知事）
- テリー伊藤（演出家・テレビプロデューサー）
- 鈴木哲夫（政治ジャーナリスト）
- 森田美礼 - 進行

#### news TOKYO FLAG
新型コロナウイルスによって一変した生活、声援無き無観客で開かれた異例の東京オリンピック・パラリンピック、東京都議会議員選挙や衆議院議員総選挙の首都決戦など、激動の2021年を伝えてきた当番組が、放送時間を2時間に拡大して2021年を振り返る。ゲストに月曜日コメンテーターでジャーナリストの鈴木哲夫を迎え、五輪・パラのレガシーや選挙の結果がもたらしたものを徹底解説。浮かび上がった様々な課題を見つめ直し、来る2022年の東京・未来像を展望するしている。

##### 放送時間
- 2021年12月27日 20:00 - 22:00（TOKYO MX1・予定）

##### 出演者
メインキャスター
- 平井理央

キャスター
- 伊藤洋平
- 森田美礼

ゲスト
- 鈴木哲夫（政治ジャーナリスト）

### news TOKYO FLAG 特番 東日本大震災10年 3・11未来へつなぐ〜継〜
東日本大震災から10年を迎えることから発生時刻である14:46前後の国立劇場や被災地からの追悼式の中継を挟んで、震災関連の放送内容で通常放送とは別枠で震災特別番組として放送。

#### 放送時間
- 2021年3月11日 14:30 - 15:30（TOKYO MX1）

#### 出演者
メインMC
- 森田美礼

リポーター
- 伊藤洋平
- 田中陽南